# Andy Slaughter
Andrew Francis Slaughter, né le 29 septembre 1960 dans le quartier d'Hammersmith à Londres, est un homme politique britannique, membre du Parti travailliste.
Il est député de Hammersmith depuis 2010.
Il a auparavant été député d'Ealing, Acton et Shepherd's Bush de 2005 à 2010 et auparavant, chef du conseil du Borough londonien de Hammersmith et Fulham.

## Carrière parlementaire
Il se présente aux élections partielles d'Uxbridge en juillet 1997, après la mort inattendue sept jours après l'élection générale de 1997 de Michael Shersby. Le siège, qui est resté conservateur de peu aux élections de mai, est remporté pour les conservateurs par John Randall.
Aux élections générales de 2005, Slaughter est élu député d'Ealing, Acton et Shepherd's Bush à Londres, conservant le siège du parti travailliste après le départ à la retraite de son prédécesseur, Clive Soley.
Il fait campagne contre l'augmentation des droits des passagers aériens, l'expansion de Heathrow et la démolition prévue de logements sociaux par le Conseil conservateur dans sa circonscription.
La circonscription d'Ealing, Acton et Shepherd's Bush subit un changement de limite pour les élections générales de 2010 et, le 30 novembre 2006, le nouveau Hammersmith Constituency Labour Party choisit Slaughter comme candidat travailliste pour le nouveau siège de Hammersmith qu'il remporte aux élections générales de 2010 avec une majorité accrue.

### Au gouvernement
Il est nommé Secrétaire parlementaire privé (PPS) de Stephen Ladyman, ministre d'État au ministère des Transports et sert de novembre 2005 à juin 2007. En juin 2007, il est nommé PPS de Mark Malloch Brown, ministre d'État au Bureau des Affaires étrangères et du Commonwealth, et de PPS de Digby Jones, ministre d'État au Bureau des Affaires étrangères et du Commonwealth et au ministère des Affaires, des Réformes de la réglementation, et entre juillet 2007 et octobre 2008.
Le 27 janvier 2009, il démissionne de son poste de PPS car il s'oppose au projet du gouvernement de construire une troisième piste à l'aéroport d'Heathrow.

### Dans l'opposition
En octobre 2010, Slaughter est invité à rejoindre le cabinet fantôme en tant que ministre de la Justice fantôme chargé des cours et tribunaux, du droit pénal, de la liberté d'information, de la profession juridique, de la réforme de la justice civile et de l'aide juridique. Slaughter est le ministre fantôme principal s'opposant à la loi de 2012 sur l'aide juridique, la détermination de la peine et la répression des délinquants et à la loi de 2012 sur la justice et la sécurité. Il démissionne en juin 2016, invoquant des inquiétudes concernant le leadership de Jeremy Corbyn. Il soutient Owen Smith aux élections à la direction du Parti travailliste (Royaume-Uni) en 2016. Il est nommé ministre fantôme du logement en octobre 2016 mais il est limogé du frontbench en juin 2017 après avoir voté en faveur d'un amendement au Discours du Trône qui appelait le Royaume-Uni à rester dans le marché unique européen, au mépris des consignes travaillistes.